# Dulee Johnson
Dulee Johnson, född 7 november 1984 i Monrovia, är en liberiansk före detta fotbollsspelare.
Han är son till fotbollsspelaren och tränaren Josiah Johnson, som både spelat i, och tränat Liberias herrlandslag i fotboll.

## Klubbkarriär
Johnson kom som ung till Sverige efter att ha spelat i Gothia Cup. Han kom säsongen 2006 från BK Häcken till AIK som ersättare till Derek Boateng på mittfältet. Efter oklarheter kring hans kontrakt och rykten om att han var på väg till en annan klubb fastställdes slutligen villkoren i början av 2007 och han undertecknade ett avtal med AIK till och med 2009. Den 14 juni 2009 meddelade AIK via en presskonferens att Dulee Johnson skrivit på ett 2,5 års kontrakt för AIK och därmed startat sin andra sejour i AIK.
Fredagen den 28 december 2012 skrev Dulee Johnson på ett kontrakt med superettanklubben IK Brage i Sverige. Den 10 februari 2014 bröt han sitt kontrakt med Brage i samförstånd med klubben.

## Brutna kontrakt
Under denna tid i AIK misstänktes Johnson för rattfylleri, olovlig körning  och våldtäkt, men frikändes. Han missade en match på grund av rehabilitering. Han dömdes dock för sexköp och den 7 december 2010 blev det officiellt att AIK bröt sitt kontrakt med Johnson.
Under 2011 bröts även hans kontrakt med Panaitolikos efter att han festat sent dagen före match och sedan med den holländska klubben De Graafschap, efter att han kört omkull en staty i Nijmegen, och vägrat lämna alkotest. Han spelade bara fyra matcher i Panaitolikos och tre matcher i De Graafschap.

## Landslagskarriär
Johnson landslagsdebuterade i april 2001. I mars 2007 togs han ut i landslaget i en match mot Kamerun den 24 mars 2007 vilket blev den tionde landskampen i hans karriär.

## Meriter
- SM-guld 2009 med AIK
- Svenska Cupen-guld 2009 med AIK
- Svenska Supercupen 2010 med AIK